# Songshan
| {{{image}}} {{{descriere-imagine}}} |                       |
| Nume vechi: Xikou (錫口)            |                       |
| Regiune                             | Eastern Taipei        |
| Director                            | Chen Qi-yong (陳其墉) |
| Suprafață                           | Locul 9 din 12        |
| - Total                             | 9,2878 km²            |
| Populație                           | Locul 8 din 12        |
| - Total                             | 208.832               |
| - Densitate                         | 22,484/km²            |
| Sate (里 li):                       | 33                    |
| Vecinătăți (鄰 lin):                | 756                   |
|                                     |                       |

Songshan (松山區 în chineză, Sōngshān Qū în hanyu pinyin, Songshan Cyu în tongyong pinyin) este un district al orașului Taipei.

## Istorie
Songshan a fost inițial cunoscut sub numele "Xikou" (錫口), pronunțarea taiwaneză a cuvântului ketagalan însemnând "Unde râul se întoarce". În 1920, localitatea a devenit sat, numit Matsuyama (松山), după orașul omonim din Japonia. Matsuyama a fost incorporată în orașul Taihoku după 1938. Când Taiwan-ul a fost reîntors Chinei în 1945, localitatea a fost redenumită "Songshan", numele chinezesc pentru caracterele 松山.

## Imagini

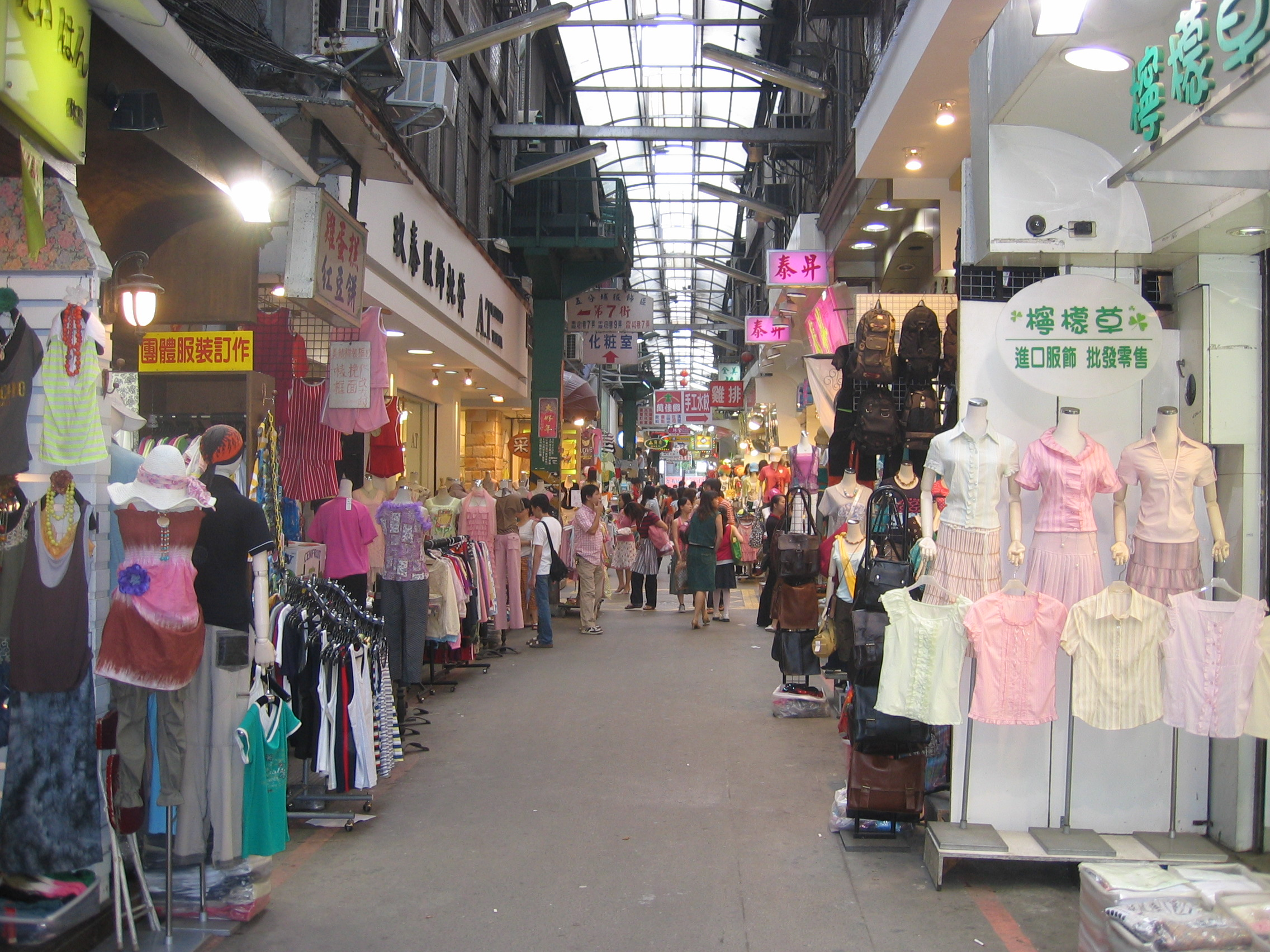
Centrul comercial Wufenpu din Songshan
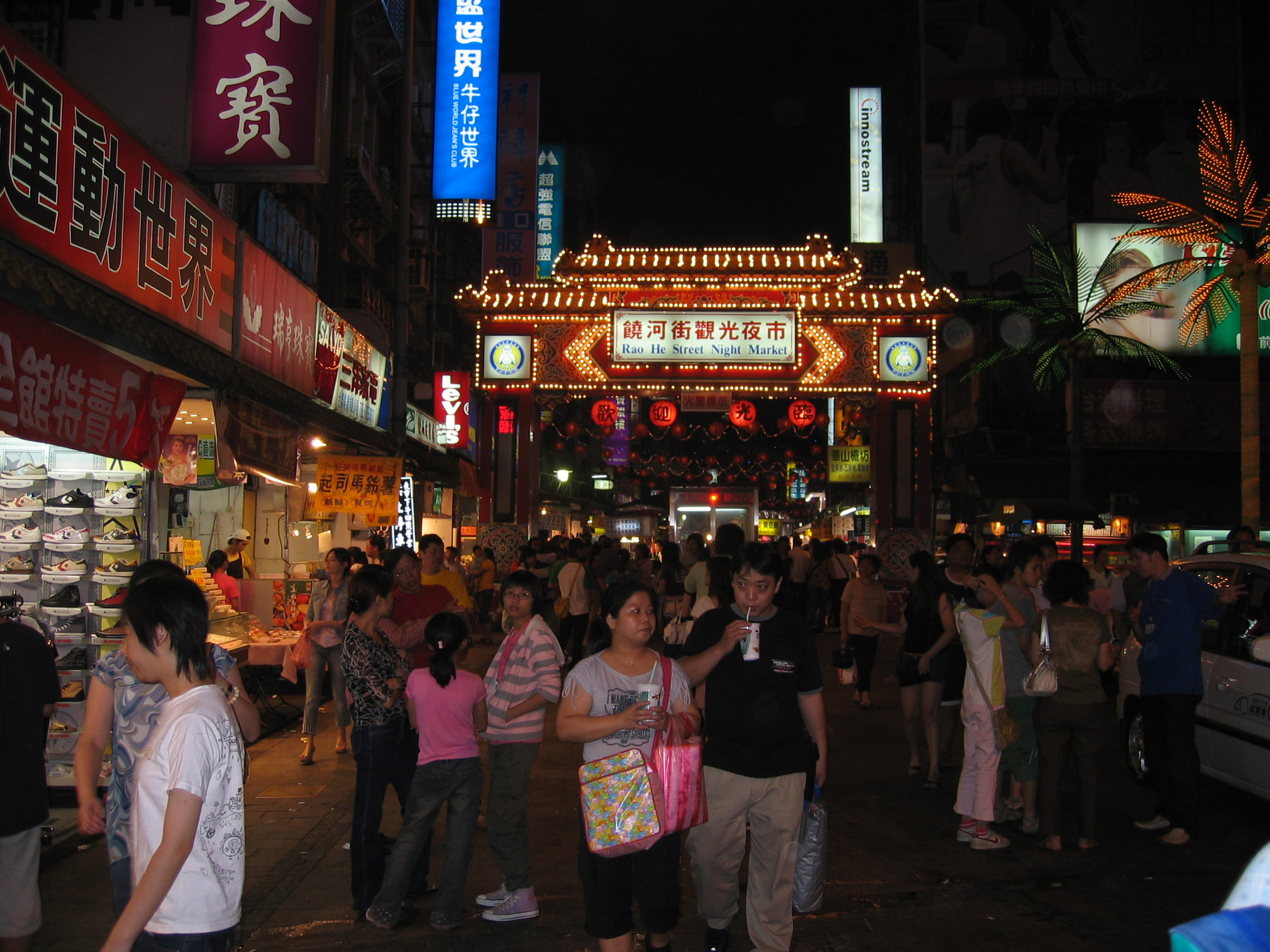
Piaţa de noapte Raohe